# 广纪江
广纪江（1965年7月26日—），爱知县名古屋市出身，是一名日本前排球运动员。她在1984年夏季奥林匹克运动会中，参加了女子排球比赛并获得铜牌。